# Гуараи
Гуараи (порт. Guaraí) — муниципалитет в Бразилии, входит в штат Токантинс. Составная часть мезорегиона Западный Токантинс. Входит в экономико-статистический микрорегион Мирасема-ду-Токантинс. Население составляет  23 200 человек на 2010 год. Занимает площадь 2 268,161 км². Плотность населения — 10,23 чел./км².
Праздник города —  11 апреля. 

## История
Город основан 5 февраля 1968 года. 

## Демография
Согласно сведениям, собранным в ходе переписи 2010 г. Национальным институтом географии и статистики (IBGE), население муниципалитета составляет:
| Полное население                               | Полное население                               | Полное население                               | Полное население                               | 23 200 |
| ---------------------------------------------- | ---------------------------------------------- | ---------------------------------------------- | ---------------------------------------------- | ------ |
| в том числе:                                   | Городское население                            | 21 128                                         | Процент городского населения, %                | 91,07  |
|                                                | Сельское население                             | 2 072                                          | Процент сельского населения, %                 | 8,93   |
|                                                | Мужское население                              | 11 687                                         | Процент мужского населения, %                  | 50,38  |
|                                                | Женское население                              | 11 513                                         | Процент женского населения, %                  | 49,63  |
| Плотность населения, чел/км²                   | Плотность населения, чел/км²                   | Плотность населения, чел/км²                   | Плотность населения, чел/км²                   | 10,23  |
| Население муниципалитета в % к населению штата | Население муниципалитета в % к населению штата | Население муниципалитета в % к населению штата | Население муниципалитета в % к населению штата | 1,68   |

По данным оценки 2016 года население муниципалитета составляет 25 149 жителей.

## Статистика
- Валовой внутренний продукт на 2003 составляет 53.232.636,00 реалов (данные: Бразильский институт географии и статистики).
- Валовой внутренний продукт на душу населения на 2003 составляет 2.578,48 реалов (данные: Бразильский институт географии и статистики).
- Индекс развития человеческого потенциала на 2000 составляет 0,719 (данные: Программа развития ООН).

## География
Климат местности: тропический.

## Важнейшие населенные пункты
| № | Населённый пункт | Населённый пункт (порт.) | Категория | Население чел. (2010) | На карте                       |
| - | ---------------- | ------------------------ | --------- | --------------------- | ------------------------------ |
| 1 | Гуараи           | Guaraí                   | город     | 21028                 | 8°50′21″ ю. ш. 48°30′37″ з. д. |
| 2 | Мирандополис     | Mirandópolis             | поселок   | 100                   | 8°48′22″ ю. ш. 48°37′11″ з. д. |
| 3 | Матинья          | Matinha                  | поселок   | 90                    | 8°47′17″ ю. ш. 48°38′38″ з. д. |
| 4 | Канту-да-Вазанти | Canto da Vazante         | поселок   | 86                    | 8°42′53″ ю. ш. 48°37′25″ з. д. |